# Odontaster validus
Odontaster validus es una especie de estrella de mar de la familia Odontasteridae. Su área de distribución incluye el Océano Antártico y los mares que rodean el continente y las islas de la Antártida.

## Descripción
Odontaster validus puede crecer hasta unos 10 centímetros de diámetro. El disco es ancho, grueso y con forma de almohadón circular, acanalado por surcos interambulacrales. Presenta un gran poro cerca del centro y la superficie está cubierta de pequeñas granulaciones organizadas en filas radiales. Los cinco brazos cortos son anchos en la base, afinándose bruscamente, y la punta suele estar elevada del sustrato, mostrando los pies ambulacrales de color pálido que se encuentran debajo. El color de la superficie superior o aboral es rojo liso, mientras que el inferior es rosa. 

## Distribución
Odontaster validus es la estrella de mar más común en la Antártida. Su área de distribución abarca la Península Antártica, las Islas Shetland del Sur, las Islas Orcadas del Sur, las Islas Georgias del Sur y Sandwich del Sur, las Rocas Cormorán, las Islas Príncipe Eduardo y la Isla Bouvet . Se encuentra a profundidades de hasta 900 metros. 

## Biología

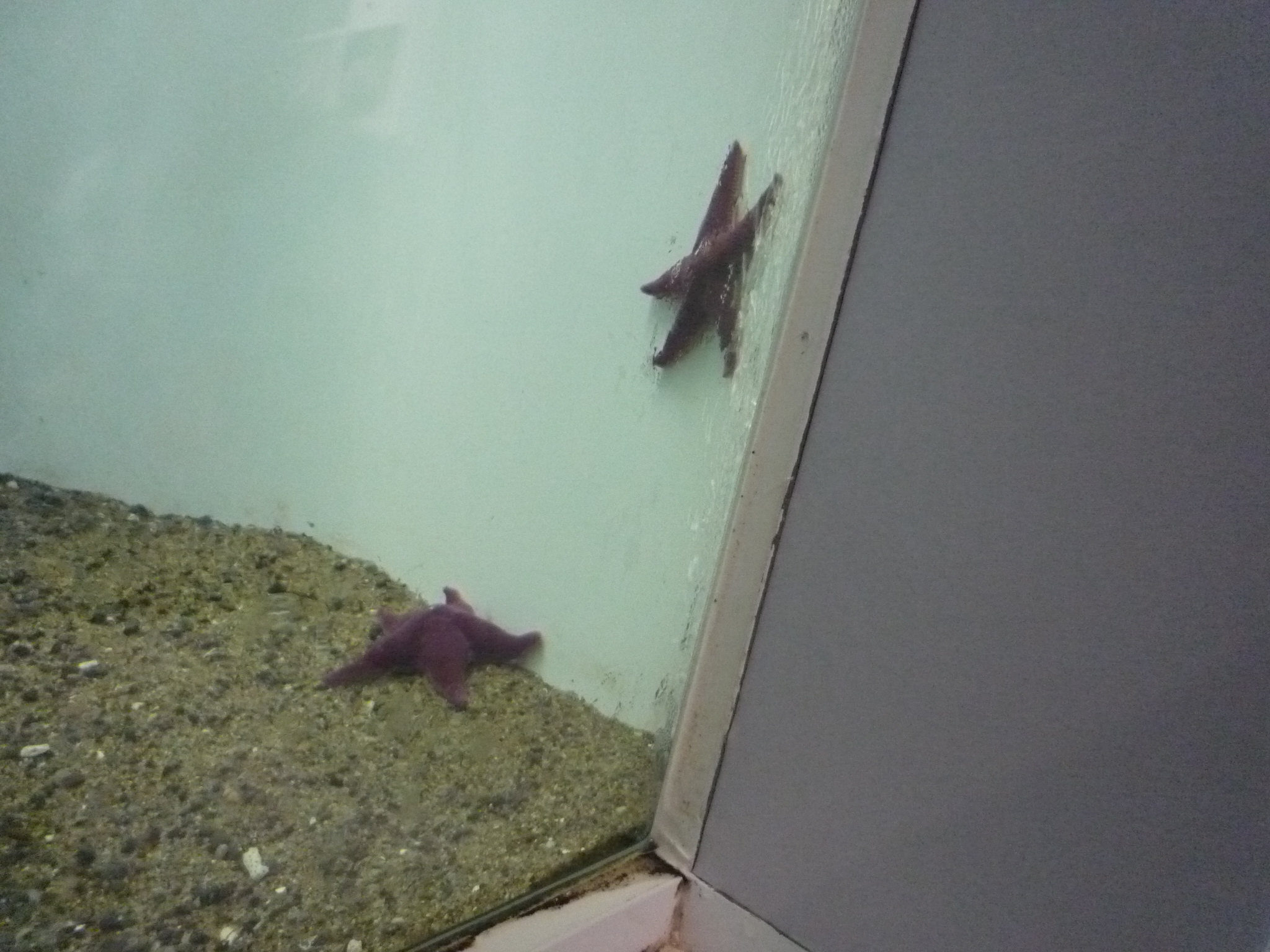
Odontaster validus en el Parque Marino de Tokio

Odontaster validus es un carroñero omnívoro y consume todo lo que encuentra, incluyendo carroña, detritos, heces de focas, algas rojas, conchas de bivalvos, esponjas, hidroides, otras estrellas de mar, erizos de mar, isópodos, briozoos, anfípodos, larvas de crustáceos, ostrácodos, camarones y diatomeas.  Se les ha observado agregándose en bancos de mejillones que han sido expuestos y dañados y en la estrella de mar herida, Acodontaster conspicuus. A su vez, son presa de anémonas de mar y otras especies de estrellas de mar.Es una especie ecológicamente importante debido a su consumo de larvas bentónicas y el control que ejerce sobre la estrella de mar Acodontaster conspicuus y el nudibranquio Doris spp. que limitan el crecimiento de las esponjas que tienden a dominar el fondo marino.
Odontaster validus tarda de 3 a 6 años en alcanzar la madurez, pero puede vivir hasta 100 años.  Esto se debe a su sangre fría, las duras condiciones ambientales en las que vive y la baja tasa metabólica que conlleva.En el estrecho de McMurdo, donde se ha estudiado ampliamente, la temperatura del agua es de aproximadamente −1,8 grados Celsius (28,8 °F) . El inicio de la ovogénesis ocurre de agosto a febrero y los huevos tardan aproximadamente 18 meses en madurar. El desove tiene lugar entre mayo y septiembre y puede estar relacionado con los cambios estacionales en los niveles de luz; el amanecer en el estrecho de McMurdo ocurre en agosto. El desarrollo larval también es lento; la primera etapa, la bipinnaria, dura dos meses. Las larvas permanecen cerca del lecho marino durante este tiempo, pero se vuelven pelágicas hasta por seis meses como larvas de braquiolaria, lo que les permite dispersarse ampliamente. Luego regresan al lecho marino, experimentan metamorfosis y se convierten en estrellas de mar juveniles.

## Investigación
Odontaster validus no ataca a miembros de su propia especie, pero sí puede atacar a estrellas de mar de otras especies. Esto parece deberse a quimiorreceptores que identifican a sus congéneres por su olor. Las estrellas de mar suelen converger hacia las fuentes de alimento. En un estudio realizado para examinar el funcionamiento de este proceso se encontró que un individuo de Odontaster validus privado de alimento podía distinguir entre los olores emitidos por estrellas de mar saciadas y hambrientas de la misma especie. Se sentían fuertemente atraídos por las primeras y apenas percibían las segundas.
Odontaster validus es mucho menos sensible a las temperaturas altas del agua que otras especies marinas antárticas de las cuales se alimenta. Para estas últimas las temperaturas superiores a los 3°C suelen ser letales. Incluso sin morir a temperaturas más altas, muchos organismos dejan de alimentarse, pueden permanecer inmóviles o no reproducirse, y otros comienzan a metabolizar anaeróbicamente. Estos datos fueron utilizados en un estudio que examinó las implicancias de aumentos en la temperatura del agua sobre el medio ambiente marino antártico, como resultado del calentamiento global.
Otro estudio examinó los parámetros necesarios para la fecundación exitosa de los óvulos de Odontaster validus en comparación con estrellas de mar similares de aguas templadas. Se descubrió que una densidad de espermatozoides de 105 espermatozoides por mililitro era suficiente para fecundar una alta proporción de óvulos, y que esta densidad era al menos diez veces superior a la requerida por especies comparables en entornos menos hostiles. Los espermatozoides aún conservan una capacidad de fecundación mínima después de 24 horas, pero presentaban una tolerancia limitada a las variaciones de temperatura del agua.